# Gallienus

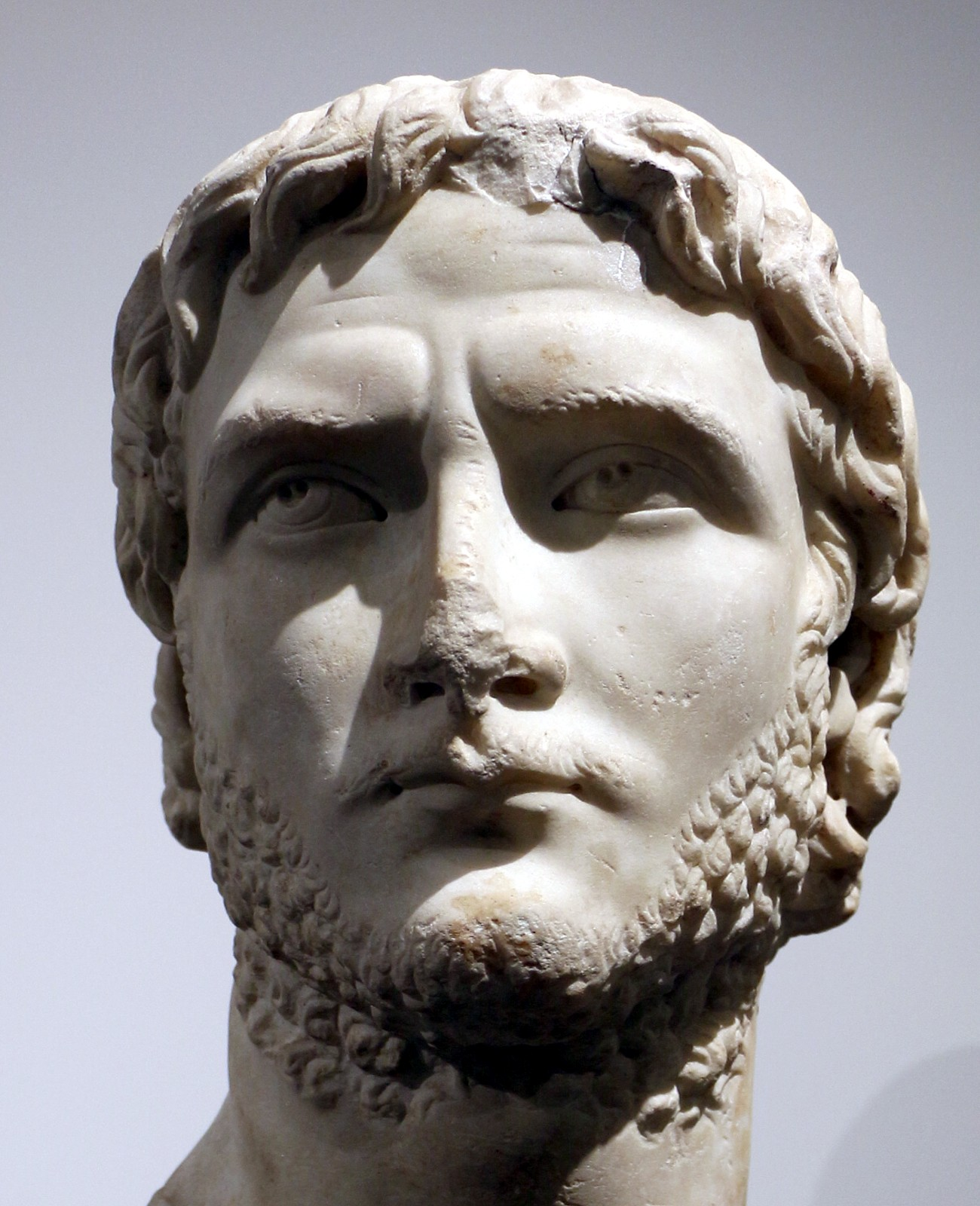
Gallienus, Büste in Rom, Antiquarium del Palatino

Publius Licinius Egnatius Gallienus (* um 218; † 268), kurz Gallienus, war von 253 bis 260 neben seinem Vater Valerian Mitregent des Römischen Reiches und von 260 bis 268 alleiniger Herrscher während der Reichskrise des 3. Jahrhunderts.

## Leben
Gallienus war der Sohn von Valerian und dessen Frau Egnatia Mariniana. Er war mit Salonina verheiratet und hatte drei Söhne; Valerianus, Saloninus und Marinianus.
Anders als viele Soldatenkaiser – vor allem nach ihm – stammte Gallienus aus der Nobilität, der Oberschicht des Imperiums. Als sein Vater 253 zum Kaiser ausgerufen wurde, wurde Gallienus möglicherweise zunächst vom Senat zum Caesar und nach kurzer Zeit von Valerianus zum Augustus ernannt. Vater und Sohn regierten fortan nebeneinander und waren absolut gleichberechtigt, scheinen aber kaum noch Kontakt zueinander gesucht zu haben. Valerian kümmerte sich um den Osten, Gallienus war die Nordgrenze an Rhein und Donau anvertraut.
Ab dem Jahr 260, als Valerian in der Schlacht von Edessa von den persischen Sassaniden gefangen genommen wurde, regierte Gallienus das Reich allein, das in seiner Regierungszeit den Höhepunkt der Reichskrise des 3. Jahrhunderts durchlief. Gallienus wurde später vorgeworfen, zu wenig für die Befreiung seines Vaters getan zu haben.
Seine Herrschaft war von Aufständen in den eigenen Reihen und wiederkehrenden Einfällen germanischer Stämme gezeichnet. Bei der Verteidigung des Reichs war Gallienus jedoch durchaus erfolgreich. Bereits 254 bis 258 musste er an Rhein und Donau sein militärisches Geschick unter Beweis stellen, als er Querungen der Grenzflüsse durch Germanen und Karpen verhinderte. Dafür wurde ihm mehrmals der Ehrentitel Germanicus Maximus sowie 257 der Titel des Dacicus Maximus verliehen. Der Titel des Germanicus erscheint gelegentlich auch auf den Rückseiten seiner Münzen. Er konnte jedoch nicht verhindern, dass die Franken in großer Zahl nach Gallien und bis nach Tarraco an der katalanischen Mittelmeerküste vordrangen und die Stadt zerstörten.

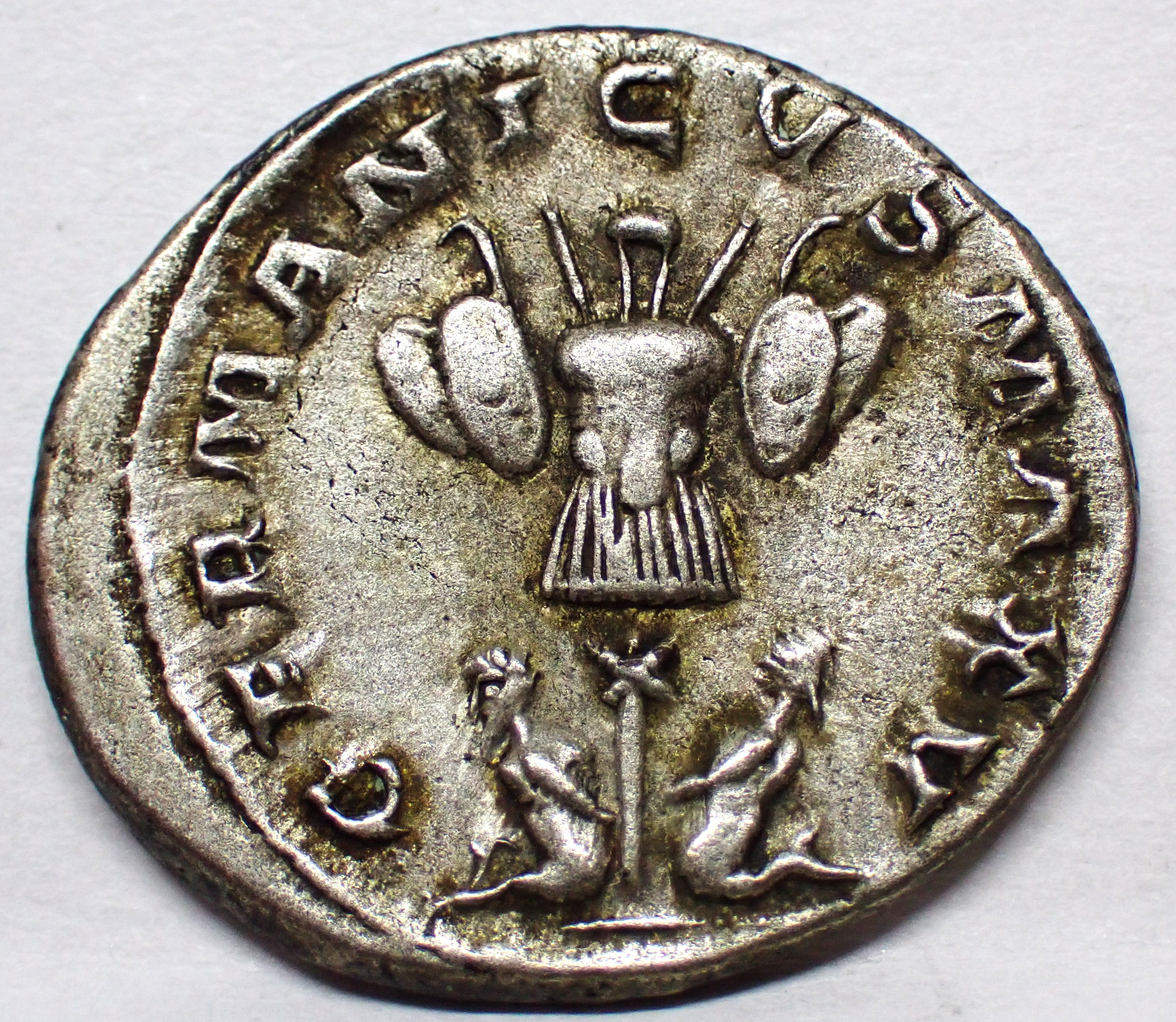
Münzrevers des Gallienus mit Titel Germanicus, Kampmann 90.104

259 siegte er bei Mailand über die Alamannen und Juthungen, die den Limes durchbrochen hatten und bis nach Norditalien vorgestoßen waren. In dieser Zeit überrannten die Sueben vermutlich auch die Agri decumates am Neckar. 260 besiegte schließlich ein raetisch-obergermanisches Aufgebot bei Augusta Vindelicorum (Augsburg) eine germanische Beutegemeinschaft, wobei auch viele römische Gefangene befreit wurden (siehe Augsburger Siegesaltar). Gleichzeitig ging mit dem Limesfall das Dekumatland endgültig verloren. Fortan bildeten Donau, Iller und Rhein die neue Reichsgrenze, auch wenn der römische Herrschaftsanspruch in Bezug auf das Dekumatland prinzipiell bestehen blieb. Die rechtsrheinischen Gebiete wurden in den folgenden Jahren sukzessive von den Alamannen besiedelt, die römische Zivilisation verschwand weitgehend aus diesen Territorien. Schließlich musste Gallienus auch akzeptieren, dass die Markomannen nördlich der Donau in gefährlicher Nähe der römischen Grenze ein neues Königreich errichteten. Es wird sogar berichtet, dass er eine markomannische Prinzessin zur zweiten Frau nahm, um die Beziehungen zu dem mächtigen Nachbarn zu verbessern; doch ist diese Überlieferung in der Forschung angezweifelt worden.
Im durch Valerians Gefangennahme ohnehin chaotischen Jahr 260, erhoben sich zunächst die zwei Usurpatoren Ingenuus und Regalianus an der Donau, die Gallienus zwangen, dort vor Ort in Pannonien für Ordnung zu sorgen. Einstweilen übertrug er Postumus das Kommando über die Legionen an der Rheingrenze, was sich aber bald als schwerer Fehler herausstellen sollte. Postumus geriet nämlich sogleich mit dem Prätorianerpräfekten Silvanus in Konflikt, der Gallienus’ Erben, den Caesar Saloninus, in Köln in seiner Obhut hatte. Postumus eroberte die Stadt, wobei Silvanus und der noch kurz zuvor zum Augustus erhobene Saloninus getötet wurden. Daraufhin riefen Postumus’ Truppen diesen zum Gegenkaiser aus, dem sich die Provinzen Galliens, Britanniens und Spaniens anschlossen. Auch Rätien erkannte spätestens im Herbst 260 Postumus als Kaiser an. Ein gallisches Sonderreich mit eigener Verwaltung entstand, womit sich Gallienus vorerst abfinden musste.
Taktisch klug entschloss sich Postumus, nicht die Herrschaft über das Gesamtreich anzustreben; er beschränkte sich auf die Westprovinzen und kümmerte sich recht erfolgreich um die Abwehr der Germanen an der Rheingrenze. Zugleich blieb Gallienus nicht untätig: Jüngst ist in der Forschung überzeugend die Ansicht vertreten worden, Rätien sei bereits 261 (und nicht erst 265) wieder von Gallienus eingenommen worden; ein (zweiter) Feldzug des Kaisers gegen Postumus scheiterte einige Jahre später, da Gallienus durch einen Pfeil schwer verwundet wurde. Möglicherweise musste Gallienus kurz nach 260 auch die Räumung mindestens eines südlichen Abschnitts des Limes Tripolitanus anordnen, wie die Forschungen am in Libyen gelegenen Grenzkastell Gholaia/Bu Njem durch Michael Mackensen gezeigt haben, welches planmäßig geräumt wurde.
Auch im Osten herrschte nach der Gefangennahme des Valerian Ende 260 Unruhe, denn die Sassaniden drangen, ohne auf Widerstand zu stoßen, bis Antiochia vor. Den Feldherren Macrianus und Callistus gelang es aber offenbar, die verbliebenen römischen Truppen zu sammeln und Schapur I. bei Korykos zu schlagen. Die Perser zogen sich daraufhin hinter den Euphrat zurück. Macrianus ließ dann aber seine Söhne Macrianus und Quietus zu Kaisern ausrufen. Obwohl sich Syrien, Ägypten und Kleinasien der Rebellion anschlossen, währte sie nicht lange, da beide Macriani nach Westen zogen, um Gallienus direkt herauszufordern. Dessen General Aureolus – Kommandant des von Gallienus kurz zuvor neu gebildeten und gewöhnlich bei Mailand stationierten Reiterkorps – besiegte die Aufständischen auf dem Balkan entscheidend.
Quietus erging es in Syrien nicht besser, wo er von Odaenathus angegriffen und in Emesa ermordet wurde. Odenathus, der einflussreiche Stadtherr von Palmyra, hatte von Gallienus den Oberbefehl über die gesamten römischen Truppen im Osten erhalten. Von 262 bis 267 eroberte er in einer Reihe von Feldzügen gegen die Sassaniden einen Großteil Mesopotamiens zurück. Es gelang ihm jedoch nicht, die persische Hauptstadt Ktesiphon einzunehmen. Bevor er 267 ermordet wurde, herrschte er wie ein unabhängiger König über den Osten, obwohl er formal loyal gegenüber Rom blieb und von Gallienus mit zahlreichen Ehrentiteln ausgezeichnet wurde.
Im Jahr 268 ereignete sich ein erneuter großer Goteneinfall. Der Kaiser rückte gegen die Goten vor und errang in der Schlacht am Nestos einen wichtigen Sieg. Als ihn die Nachricht erreichte, es gebe eine Rebellion in Mailand, wo sich Aureolus gegen ihn erhoben hatte, überließ Gallienus die Führung des Gotenkriegs seinen Generälen und brach nach Mailand auf. Dort fiel er einer Verschwörung seiner Offiziere zum Opfer und wurde erschlagen. Gallienus wurde in einem Grab an der Via Appia beigesetzt, etwa 15 km von Rom entfernt. Sein Nachfolger Claudius Gothicus, der zumindest von dem Komplott wusste, veranlasste die Apotheose seines Vorgängers, dennoch wurde eine große Anzahl seiner Inschriften zerstört.

## Leistungen

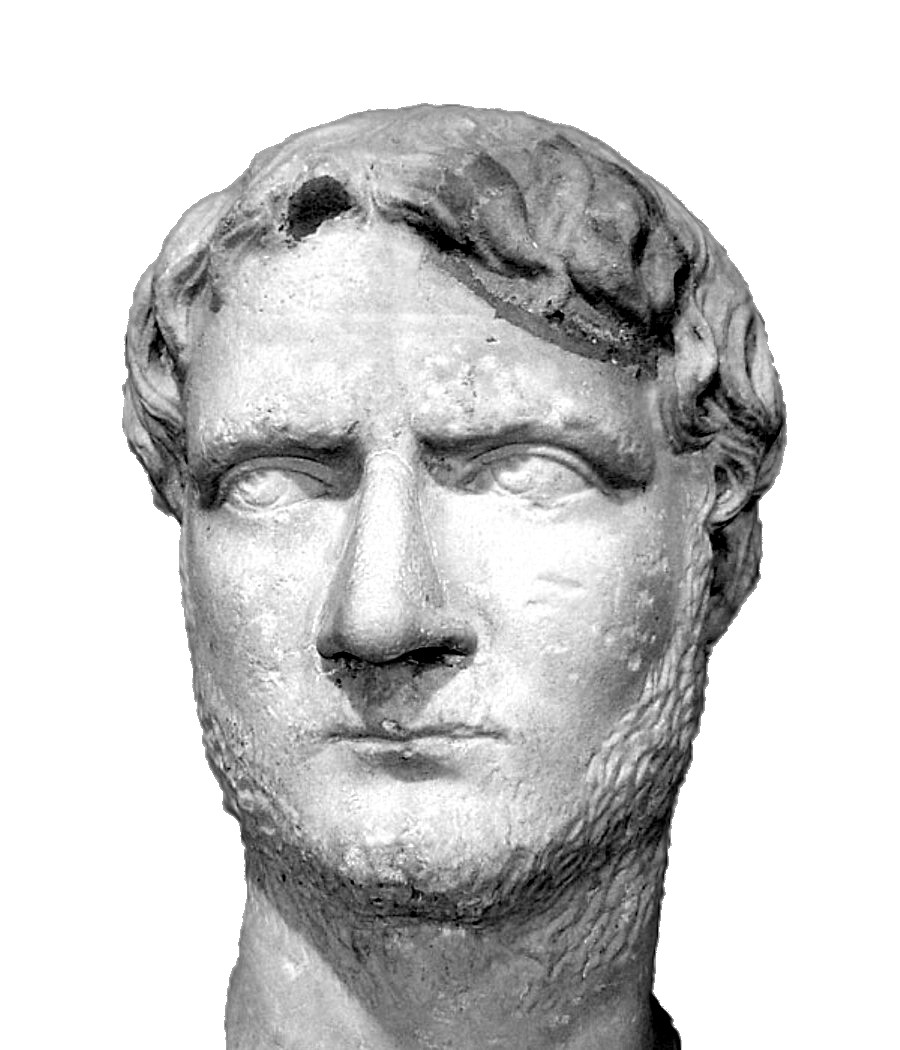
Büste des Gallienus

In der antiken (lateinischen) Überlieferung wird Gallienus insgesamt sehr negativ bewertet. Er zog offenbar den Unmut der Senatoren auf sich, als er sie vom Militärdienst ausschloss. Zuvor hatten zahlreiche Senatoren als Legionslegaten wichtige Kammandaturen besetzt. Gallienus setzte angesichts der militärischen Krise eher auf erfahrene Soldaten und griff dabei zumeist auf Angehörige des Ritterstandes zurück. Dies erklärt vermutlich, weshalb die Senatoren, die sich endgültig entmachtet fühlten, in Gallienus den alleinig Verantwortlichen für alle Krisen und Probleme seiner Regierungszeit sahen. Den Christen gegenüber war er tolerant – die Verfolgungsedikte, die sein Vater erlassen hatte, hob Gallienus 260 sogleich auf – und bereitete den Weg für die diokletianisch-konstantinische Reichsverfassung, indem er Militär und Verwaltung reformierte. Die Schaffung einer mobilen Eingreiftruppe aus schwerer Kavallerie in Mailand, war einer dieser Schritte.
Gallienus wurde oft vorgeworfen, nicht entschlossen genug gegen Postumus, Palmyra und die äußeren Feinde vorgegangen zu sein, doch auch dies könnte der negativ voreingenommenen senatorischen Geschichtsschreibung geschuldet sein. Die Donaugrenze verteidigte er trotz schwerer Angriffe recht erfolgreich. Der Versuch das gallische Sonderreich zu zerschlagen misslang 265, weil er im Kampf verwundet wurde. Rätien kehrte jedoch ins Reich zurück. Alles Weitere hätte die ihm zur Verfügung stehenden Mittel wohl überfordert.
Gallienus interessierte sich auch für griechische Lebensart, Kunst, Religion (als vorletzter Kaiser – der letzte war Julian – ließ er sich in die Mysterien von Eleusis einweihen) und Philosophie – er stand in Kontakt mit Plotin – und versuchte offenbar eine bewusste Rückwendung hin zu den Formen des 1. und 2. Jahrhunderts. Er hielt sich länger als die meisten seiner direkten Vorgänger in Rom auf, der alten Hauptstadt des Imperiums. Seine Regierungszeit ist daher mitunter als Gallienische Renaissance bezeichnet worden.

## Münzen

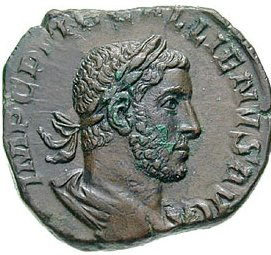
Sesterz des Gallienus

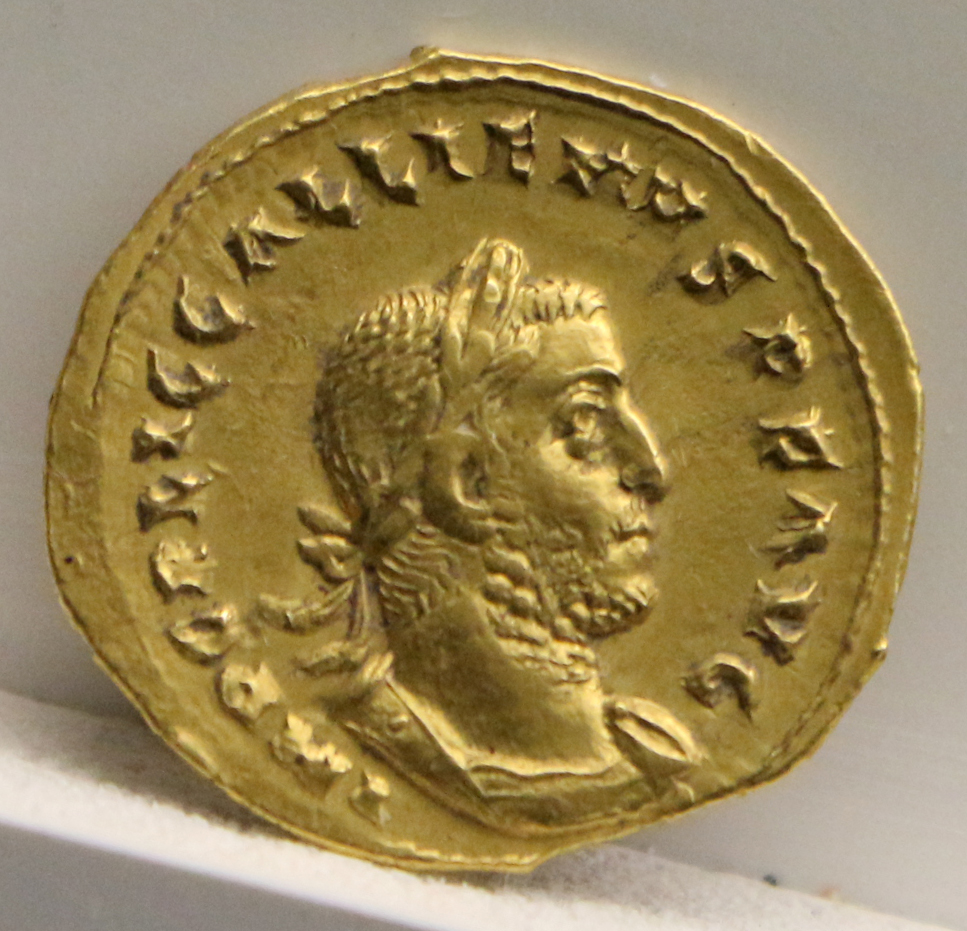
Aureus des Gallienus

Obwohl die Münztypen stark voneinander abweichen, zeichnet sich bei Betrachtung einer großen Anzahl Münzen ein relativ einheitliches Bild vom Porträtkopf des Gallienus:
Er erscheint mit vollem, halblangem, leicht gebüscheltem Haar, das seitlich über die Stirn gekämmt wird. Sein Bart ist kurz geschnitten und reicht weit zum Hals herab. Sein Profil wirkt fein und an der Nasenwurzel leicht gebrochen, wobei seine spitze Nase leicht hervortritt und nach unten gerichtet ist. Er besitzt einen leicht zugespitzten Mund und ein abgekehltes Kinn.
Die Bronzemedaillons weichen manchmal von den Münzbildern ab und geben offensichtlich ein geschöntes Bild wieder. Als Kopfschmuck finden Strahlenkrone, Schilf- oder Ährenkranzhelm oder Löwenhaut Verwendung.

## Bildnistypen
Der Alleinherrschertypus des Gallienus zeichnet sich durch die gedrungene Kopfform mit dickem, perückenhaft aufliegendem Haar aus. Die Merkmale des Samtherrschertypus sind die hochgestreckte Kopfform und die dünne Haarkappe. Der Wechsel vom ersten zum zweiten Typus datiert etwa um 261.
Gallienus wandte sich von den Porträtgestaltungen der vorausgehenden Soldatenkaiser ab und griff auf gemäßigtere Bildnisformen zurück, die sich an spätseverischen oder julisch-claudischen Porträts orientierten. In der Zeit der größten Krise allerdings stilisierte sich Gallienus völlig um und zeigt in seinen beiden Bildnistypen bewusst abstrakte Züge mit langem Haar.
Als Vorbild für sein Porträt wählte er Augustus, wobei sein Stirnhaar der Lockenanordnung des Augustus ähnelt. Besonders deutlich zu sehen ist dies auf dem Kopf in Lagos und den Porträts des Palazzo del Quirinale in Rom. Neben dem Gabel-Zangen-Motiv der Augustusfrisur, wurden auch die Nackenhaargestaltung und die dicken Strähnen des Haupthaares übernommen.

### Samtherrschaftstypus (253–260)
Dieser Kopf gilt als verhältnismäßig jugendliches Bild des Gallienus, das aus der Zeit der Mitherrschaft mit seinem Vater Valerian stammt. Allerdings wurden bei diesem Werk im Bereich der Nase und in der Mitte der Oberlippe Ergänzungen vorgenommen. Im Profil ist ein lang ansteigender Scheitel mit einer kräftigen Rundung zum Hinterkopf zu erkennen. Das Haar ist recht kurz geschnitten, glatt und liegt in lockeren Strähnen an. Auf der Stirn, die über den Brauen leicht gebuckelt ist, fällt eine kleine Furche auf. Die Brauenbögen senken sich leicht zu den Augenwinkeln hin und über den Oberlidern ist ein kleiner Polster zu beobachten. Die leicht ausgeprägten Wangenknochen senken die Wangen zum Mund herab und die Oberlippe tritt über der Unterlippe leicht hervor. Im Gegensatz zu den Münzbildnissen, reicht der Bart etwas weiter an den Wangen hinauf und an der Kinnkehle hinab.

### Alleinherrschaftstypus (261–266)
Durch Vergleiche mit Münzen aus der Zeit der Alleinherrschaft ist auch der Kopf im Museo Nazionale Romano eindeutig als Bildnis des Gallienus zu bestimmen. Erst bei näherer Betrachtung lässt sich feststellen, dass es sich um denselben Bildnistypus handelt wie im Palazzo Braschi. Im Profil gut zu erkennen ist die leicht ansteigende Scheitellinie, weiters die Furche auf der Stirn. Auch die Anschwellung über den Augenbrauen, die sich nach außen senken, ist vorhanden. Ebenso entsprechen die leicht ausgeprägten Wangenknochen, die hervortretende Oberlippe und der weit hinabwuchernde Bart dem voran besprochenen Typus.
Abgesehen davon, dass der Typus im Palazzo Braschi in die Länge gezogen ist, wohingegen der Kopf im Museo Nazionale Romano eher in die Breite geht, unterscheiden sich diese beiden Köpfe also nicht wesentlich. Man kann daher mit Sicherheit sagen, dass es sich bei beiden Köpfen um ein und dieselbe Person handelt. Der Kopf im Museo Nazionale Romane zeigt Gallienus in etwas höherem Alter, was alleine schon an der tiefer gefurchten Stirn erkennbar ist. Aufgrund von Vergleichen mit Münzen aus der Zeit der Alleinherrschaft des Gallienus, kann dieser Kopf also als Alleinherrscherbildnis bezeichnet werden.